# John Stockwell
John Stockwell Samuels IV, lepiej znany jako John Stockwell (ur. 25 marca 1961 w Galveston w Teksasie) – amerykański aktor, reżyser, scenarzysta i producent filmowy i telewizyjny.

## Życiorys

### Wczesne lata
Urodził się jako syn Ellen Richards i adwokata Johna Samuelsa III. Dorastał wraz z siostrami - Evelyn Kathleen, która została historykiem i matką piosenkarki Florence Welch. We wczesnym dzieciństwie wraz z kolegami tworzył w garażu produkcje filmowe. Podczas liceum St. Paul’s zaczął grywać w małych teatrach, wygrał konkurs stanowy, zabawiał się reżyserowaniem i miał agenta, który załatwił mu debiut sceniczny w sztuce Trzech chłopców (Three Boys) w Playwrights Horizons w Nowym Jorku.

### Kariera
Mając 17 lat podjął naukę na wydziale efekty wizualne i nauka o środowisku naturalnym na Uniwersytecie Harvarda. Jednocześnie pracował jako członek obsady opery mydlanej CBS Guiding Light (The Guiding Light). Studiował aktorstwo pod kierunkiem Hala Aspreya przy Actor's Workshop of New York University's School of the Arts.
Później przeniósł się do Anglii, gdzie w londyńskiej Royal Academy of Dramatic Art trenował w szermierce i walkach, wokalnych metodach i modulacji, otwarcie wyrażanej interpretacji przy National Theatre i Alexander Technique. Po powrocie do Nowego Jorku został liderem i gitarzystą zespołu rockowego „The Brood” (Potomstwo). Występował także na scenie, m.in. podczas Williamstown Theatre Festival w Williamstown jako Lobo w sztuce Tennessee Williamsa Camino Real, a także Wesołe kumoszki z Windsoru i Makbet na Houston Shakespeare Festival w Houston, Przebudzenie wiosny na Brighton Festival w Brighton, Łup (Loot) Joego Ortona jako Hal, i Ach pustynio! (Ah, Wilderness!) Eugene’a O’Neilla. W okresie gdy dorabiał jako model przyjaźnił się z Andy Warholem.
Na dużym ekranie grał m.in. w komedii Andrew Bergmana Jak świetnie (So Fine, 1981) u boku Ryana O’Neala i Jacka Wardena oraz komedii Curtisa Hansona Eskapada (Losin' It, 1983) z udziałem Toma Cruise’a i Shelley Long. W miniserialu ABC Północ-Południe (North and South, Book 1, 1985) wcielił się w postać Billy’ego Hazarda. W 1987 roku zadebiutował jako reżyser dramatu sensacyjnego Ćpuny w szkole (Under Cover) z Jennifer Jason Leigh i Barrym Corbinem.

### Życie prywatne
Spotykał się z Biancą Jagger (1980), Barbarą Allen (1980) i Rae Dawn Chong (1983-1985). W 1988 poślubił Helene Henderson.

## Filmografia

### obsada aktorska
- 1981: Jak świetnie (So Fine) jako Jim Sterling
- 1983: Christine jako Dennis Guilder
- 1983: Księżniczka futbolu (Quarterback Princess, TV) jako Scott Massey
- 1983: Eddie i krążowniki (Eddie and the Cruisers) jako Keith Livingston
- 1983: Eskapada (Losin' It) jako Spider
- 1984: Granice miasta (City Limits) jako Lee
- 1985: Mój naukowy projekt (My Science Project) jako Michael Harlan
- 1985: Radioaktywne sny (Radioactive Dreams) jako Philip Chandler
- 1985: Północ-Południe (North and South, Book 1) jako Billy Hazard
- 1986: Policjanci z Miami (Miami Vice) jako Gilmore
- 1986: Niebezpiecznie blisko (Dangerously Close) jako Randy McDevitt
- 1986: Top Gun jako Lejtnant Bill „Cougar” Cortell
- 1991: Rajdowcy w akcji (Born to Ride) jako kapitan Jack Hassler
- 1991: Miliardi jako David Phipps
- 1995: Nixon jako pracownik 1
- 1995: I Shot a Man in Vegas jako Grant
- 1997: Duże czy małe (Breast Men) jako Robert Renaud
- 1997: Legal Deceit jako Adam
- 1997: Wieczór kawalerski (Stag) jako Victor Mallick
- 1997: Pielęgniarka (The Nurse) jako Jack Martin
- 2006: Turistas jako turysta wędrujący z plecakiem

### reżyser
- 1987: Ćpuny w szkole (Under Cover)
- 2000: Nieuczciwi (Cheaters, TV-HBO)
- 2001: Piękna i szalona (Crazy/Beautiful)
- 2002: Błękitna fala (Blue Crush)
- 2005: Błękitna głębia (Into the Blue)
- 2006: Turistas
- 2008: Na rozstaju uczuć (Middle of Nowhere)
- 2011: Uciekający kociak (Cat Run)
- 2012: Śmiertelna głębia (Dark Tide)
- 2012: Nalot na Bin Ladena (Seal Team Six: The Raid On Osama Bin Laden)
- 2014: We krwi (In the Blood)
- 2014: Kid Cannabis
- 2014: Uciekający kociak 2 (Cat Run 2)
- 2016: Śmiertelne odliczanie (Countdown)
- 2016: Kickboxer: Zemsta (Kickboxer: Vengeance)
- 2017: Zbrojna odpowiedź (Armed Response)